# 纒向遺跡

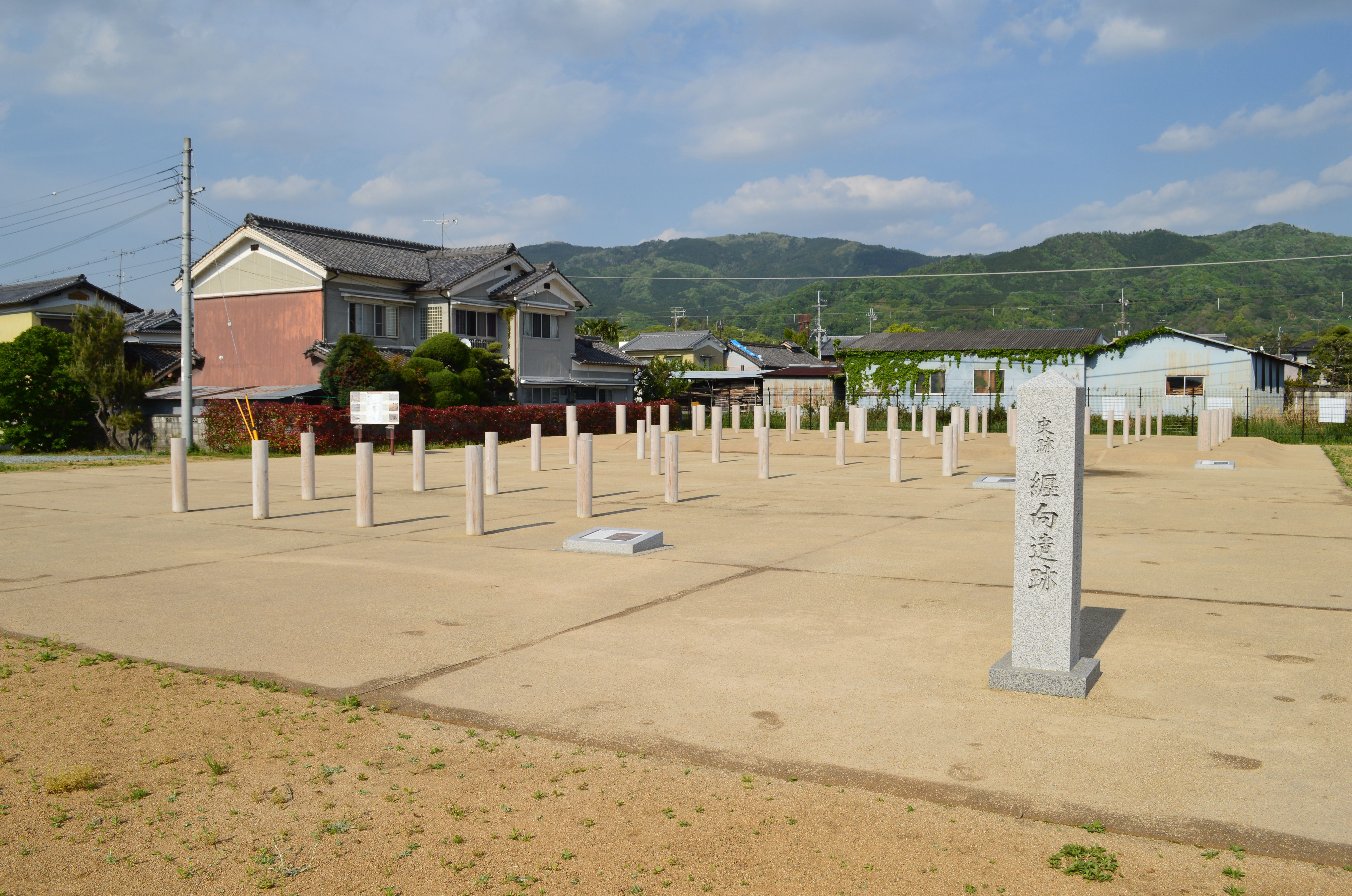
纒向遺跡 辻地区

纒向遺跡（まきむくいせき）は、奈良県桜井市の三輪山の北西麓一帯にある弥生時代末期から古墳時代前期にかけての集落遺跡・複合遺跡。国の史跡に指定されている。
2世紀末から4世紀前半にかけての大和の遺跡である。一帯は前方後円墳発祥の地とする研究者もいる。その他、邪馬台国の中心地に比定する説もある。最古の巨大前方後円墳とされる箸墓古墳と、それより古い5つの纒向型前方後円墳が分布する。

## 立地と遺跡概要

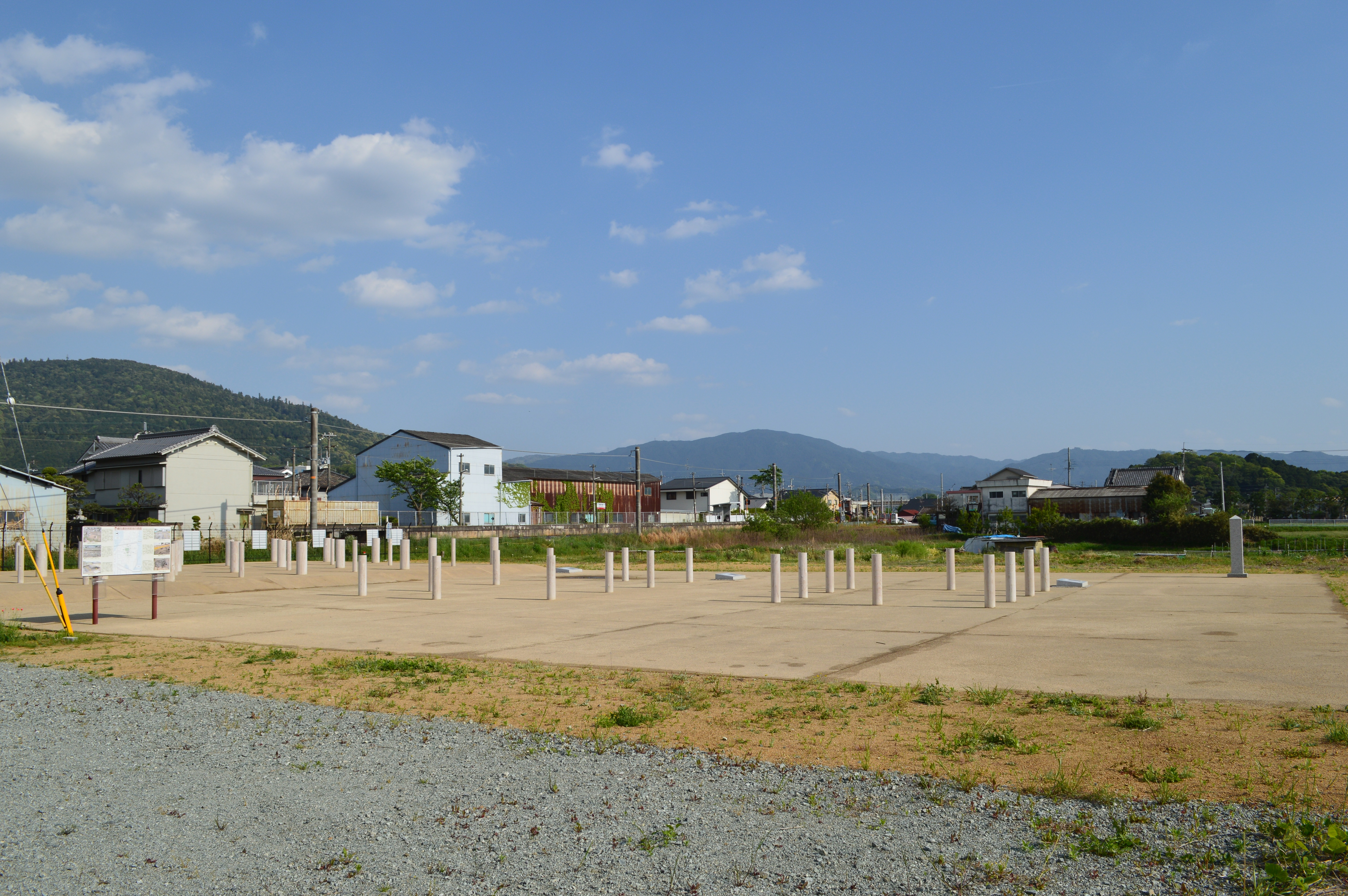
辻地区 遠景
建物遺構の奥にJR桜井線巻向駅。左後方は三輪山、右端には箸墓古墳。

纏向遺跡の名称は、発掘を担当した石野博信が旧磯城郡纒向村に由来して名付けた。「纒向」の村名は垂仁天皇の「纒向珠城（たまき）宮」、景行天皇の「纒向日代（ひしろ）宮」より名づけられ、その伝承も基礎としたものである。
2011年（平成23年）現在で把握されている纒向遺跡の範囲は、北は烏田川、南は五味原川、東は山辺の道に接する巻野内地区、西は東田地区の範囲。遺跡地図上では遺跡範囲はJR巻向駅を中心に東西約2km・南北約1.5kmに及び大字辻・太田・東田・大豆越・草川・巻野内・穴師・箸中・豊前・豊田にまたがる。およそ楕円形の平面形状となって、その面積は3km2（300万m2）に達する。
地勢は、東が高く西が低く、巻向山の北麓を水源とする巻向川の標高60-90ｍの纒向川扇状地上に遺跡が形成されている。縄文時代に土石流の流れ込みがあり被害があった事が確認されている。そのためか、遺跡からは弥生時代の集落は確認されておらず、環濠も検出されていない。銅鐸の破片や土坑が2基検出されているのみである。この遺跡より南に少し離れた所からは弥生時代中期・後期の多量の土器片が出土しており、方形周溝墓や竪穴建物なども検出されている。また、南西側からも多くの弥生時代の遺物が出土している。ただし、纒向遺跡の北溝北部下層および灰粘土層からは畿内第V様式末の弥生土器が見つかっており、「纒向編年」では「纒向1類」とされている。なお、発掘調査を担当した石野博信は、「纒向1類」の暦年代としては西暦180年から210年をあてている。
纒向遺跡は弥生時代から古墳時代への転換期の様相を示す遺跡であり、邪馬台国畿内説を立証する遺跡ではないかとする研究者から、邪馬台国の最有力候補地ともされる。2011年に大型建物跡の約5メートル東側から別の大型建物跡の一部が見つかり、建物跡は造営年代が3世紀後半以降の可能性がある。
飛鳥時代から奈良時代にかけては、この地域に市が発達し「大市」と呼ばれた。箸墓古墳のことを、宮内庁治定では「大市墓」というのはこのためである。奈良時代から平安時代にかけては、井戸遺構や土坑、旧河道などが検出されている。「大市」と墨書された土器も検出されている。
遺構は2013年（平成25年）10月17日に「纒向遺跡」として䭜地区と太田地区の一部が、国の史跡に指定された。

### 遺跡の概要
- 纒向遺跡で、現在確認されているのは太田微高地の平屋と高屋の住居跡と、辻地区の大型建物遺跡と土坑。箸中集落跡、茅原集落跡[10]。
- 引船など物流の運河が主で各拠点を結んでいたと推定される大溝。北構と南溝が下流の東田地区で合流していた。ヒノキや杉の矢板で護岸されていた[11]。
- 辻・トリイ前地区でほぼ南北に2×3間の掘立柱建物とその南に東西に並ぶ柵列が、太田南飛塚地区で家屋倒壊遺構が、巻野内家ツラ地区で1×1間の小家屋と2×2間の総柱の建物が検出されている。このほか太田メグリ地区では、掘立柱建物が17棟が東田柿ノ木地区・太田飛塚地で竪穴建物跡が検出されている。
- 100年近くにわたる年3度と推定する川辺での祭祀を中心とした集落跡がある[12]。
- 西は山口県、東は神奈川県と広範囲の大量の外来品を含む土器。なお1つだけ鹿児島県の土器が発見されている。弥生時代の外来土器の混入率は5、6%だが、25、26%に達し例がない[13]。
- 吉備系の特殊器台2点。箸墓古墳からも出土しており工事に関わった可能性がある[14]。
- 弧文円板や鶏形木製品。
- 小規模の鍛冶遺跡[15]。

## 発掘調査

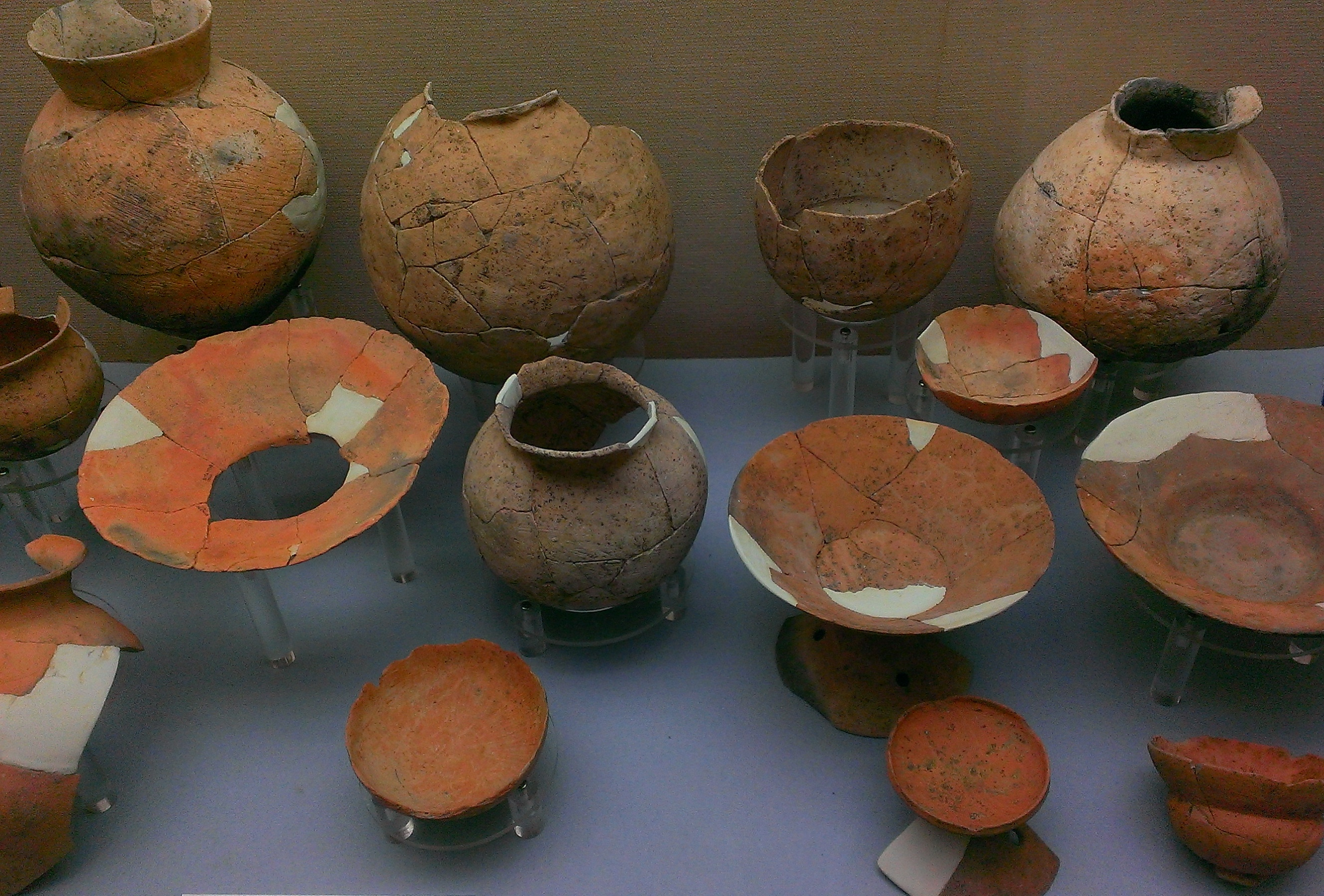
第174次調査（2012年）で出土した古墳時代初頭の遺物。桜井市立埋蔵文化財センター展示。

纒向遺跡は1937年（昭和12年）に土井実によって「太田遺跡」として『大和志』に紹介されたのが最初である。現在の名称で呼ばれるまでは「太田遺跡」・「勝山遺跡」として学界に知られており、小規模な遺跡群の1つとして研究者には認識され、特に注目を集めていなかった。松本俊吉が『大三輪町史』（1959年）に、小島俊次が『奈良県の考古学』（1965年）に要約を記載した程度であった。しかし、炭鉱離職者の雇用促進のための県営住宅建設および小学校建設計画が持ち上がり、それを契機に1971年（昭和46年）より橿原考古学研究所によって事前調査が行われることとなった。その結果、幅5m、深さ1m、総延長200m以上の運河状の構造物が検出され、地元の万葉研究者である吉岡義信らが『万葉集』に登場する「巻向川」の跡ではないかと述べたことから、注目を集めることとなった。川跡からは、吉備の楯築遺跡や都月坂遺跡で出土している特殊器台が出土した。その後も、橿原考古学研究所の石野博信と関川尚功を中心に発掘調査がなされ、様々な遺構や出土品が広範囲にわたり確認された。1977年（昭和52年）の第15次調査以降は、調査主体が橿原考古学研究所から桜井市教育委員会へと移った。現在も調査を継続しており、調査回数は2011年で170次に達した。2008年（平成20年）12月段階でも、遺跡は全体の5%が発掘調査されたにすぎない。
2009年（平成21年）にはいくつかの建物を検出し、纒向遺跡は柵や砦で囲まれた都市の一部らしいことが明らかになってきた。
2010年（平成22年）9月17日に、奈良県桜井市教育委員会は、大型建物跡の遺跡約4メートル南の3世紀に掘られた楕円形の「土坑」（南北4.3メートル、東西2.2メートル、深さ80センチ）から桃のタネ約2,000個が見つかったと発表した。桃の実は古代祭祀においては供物として使われており、弥生時代の遺跡で多く見つかるが、1ヶ所で出土したタネ数としては国内最多である。また2011年（平成23年）には、この遺跡からマダイ、アジ、サバ、コイなど6種類以上の魚の骨やウロコを確認した。動物もイノシシやシカ、カモの骨など千数百点が見つかったと発表した。

### 主な検出遺構
唐古・鍵遺跡の約10倍の規模を持ち、東北地方の一大軍事拠点であった多賀城跡よりも大規模であるとする説がある。また、計画的な都市建設がなされていた痕跡と考えられる遺構が随所で確認されている。

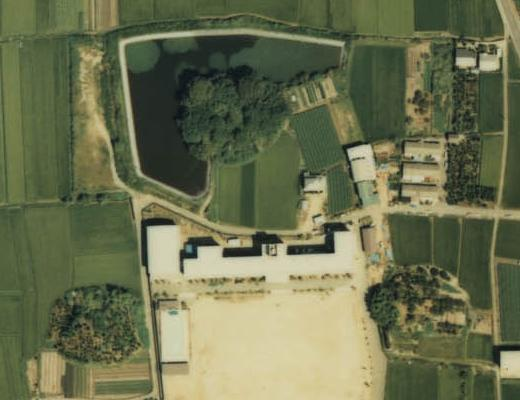
纒向勝山古墳（上）・矢塚古墳（下左）・石塚古墳（下右）、3古墳に囲まれて纒向小学校がある

- 矢板で護岸した幅5m、深さ1mの直線的な巨大水路が2本あり、「北溝」「南溝」と称される。
  - 南溝：箸墓古墳の突出部先端付近の巻向川から北西方向の現纒向小学校方向に延びる。水源は箸墓古墳周濠。濠の背後に国津神社があり、現在の巻向川に到達する。
  - 北溝：北東の旧穴師川から南西方向に延びる。水源は旧巻向川である。

両溝の合流地点は纒向小学校グラウンドの中にあり、推定2,600mにおよぶ。これは大和川と通じており、遠く外海へと結ばれている。
- 底からは湧水がみられ、内部は大きく分けて3層に分かれている。径約3m・深さ約1.5mの一方が突出する不整形な円の土坑が約150基検出された。
- 掘立柱建物跡と、これに附随する建物跡（古墳時代前期前半の2×3間で床面積約23m2の建物、家屋倒壊遺構と黒漆塗りの弧文を持つ木製品、1×1間の小家屋と2×2間の総柱建物と弧文黒漆塗木製品、纏向玉城宮跡の石碑、宮殿居館の存在が疑われる。その他に掘立柱建物17棟検出）
- 竪穴建物

ただし、竪穴建物は多くなく、高床建物が建ち並んでいたものと考えられる。
- 弧文板・土塁と柵列を伴ったV字形の区画溝
- 導水施設跡（宮殿の排水施設か）
- 祭祀遺跡（穴師ドヨド地区の景行天皇纏向日代宮の伝承地から碧玉製勾玉・石釧・管玉・ガラス小玉、4世紀後半の土器など出土）
- 製鉄跡 - 「ツクシ型送風管」を伴う小規模の鍛冶遺跡。ふいご羽口1点、鉄滓24点、砥石かその原石4点。終焉は6世紀中頃、開始は3世紀後半（土器編年布留0式と推定する）[19]。
- 集落をめぐる柵
- 遺跡内に点在する古墳（纒向古墳群）

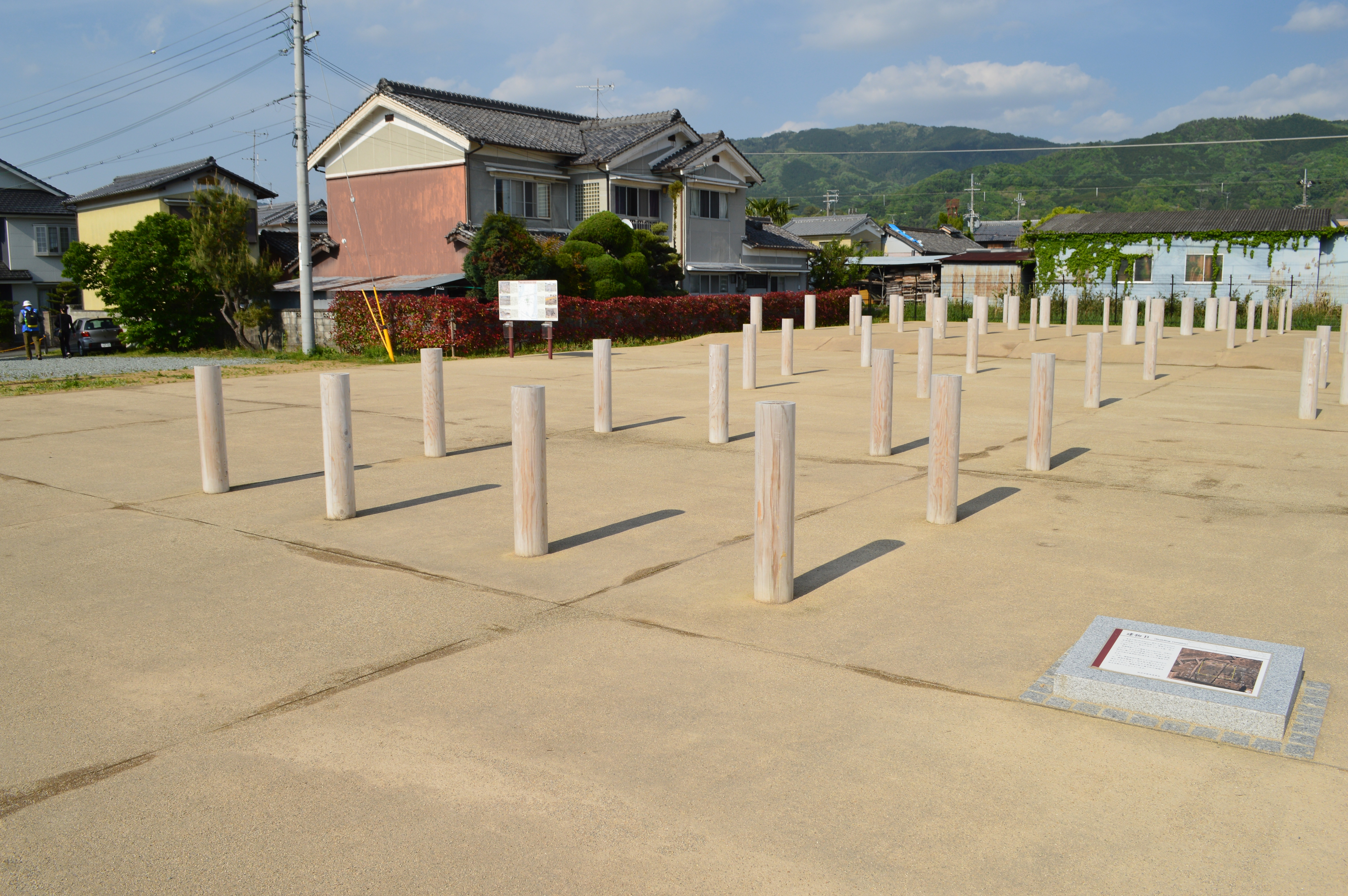
辻地区 建物B
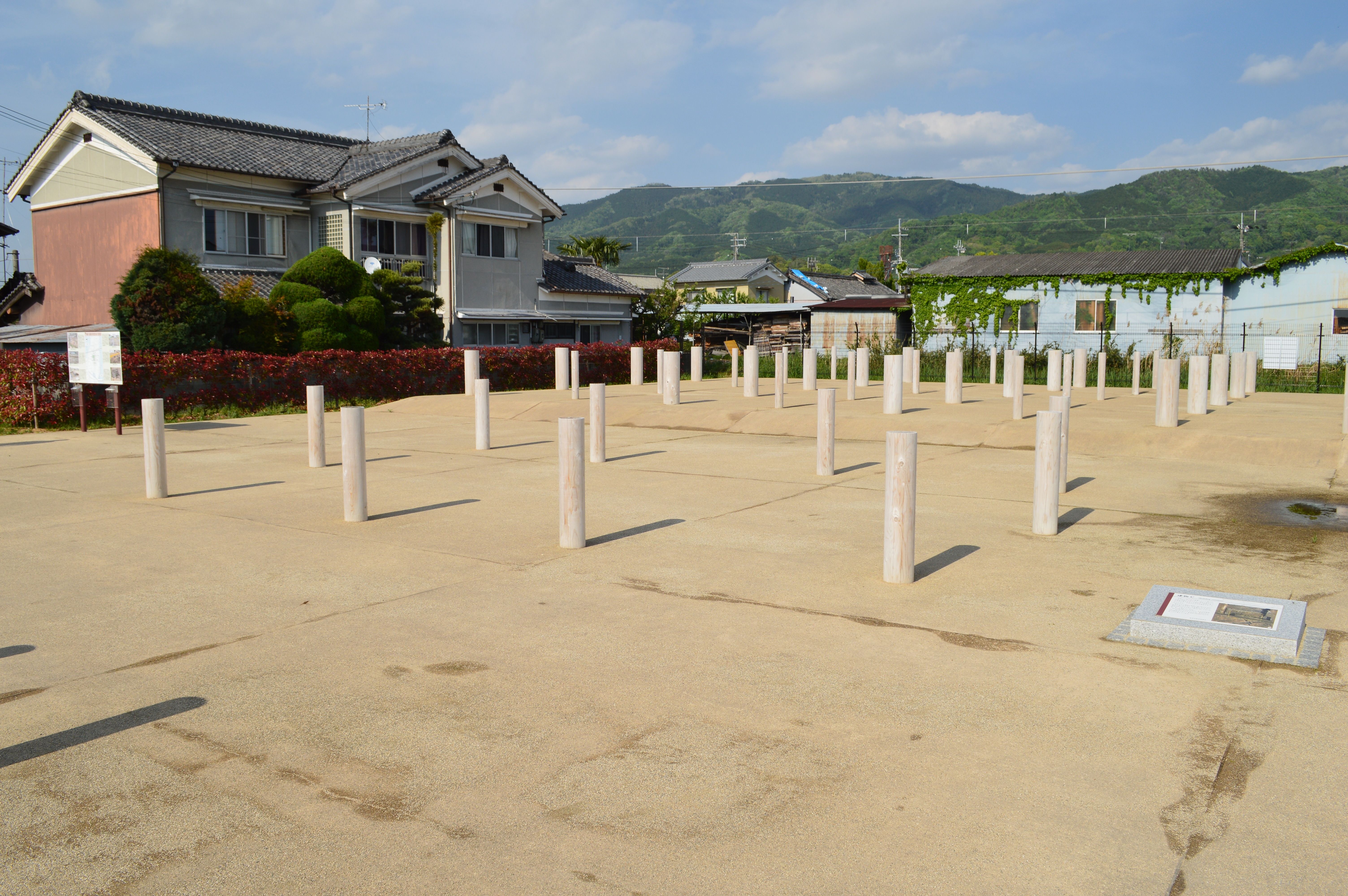
辻地区 建物C
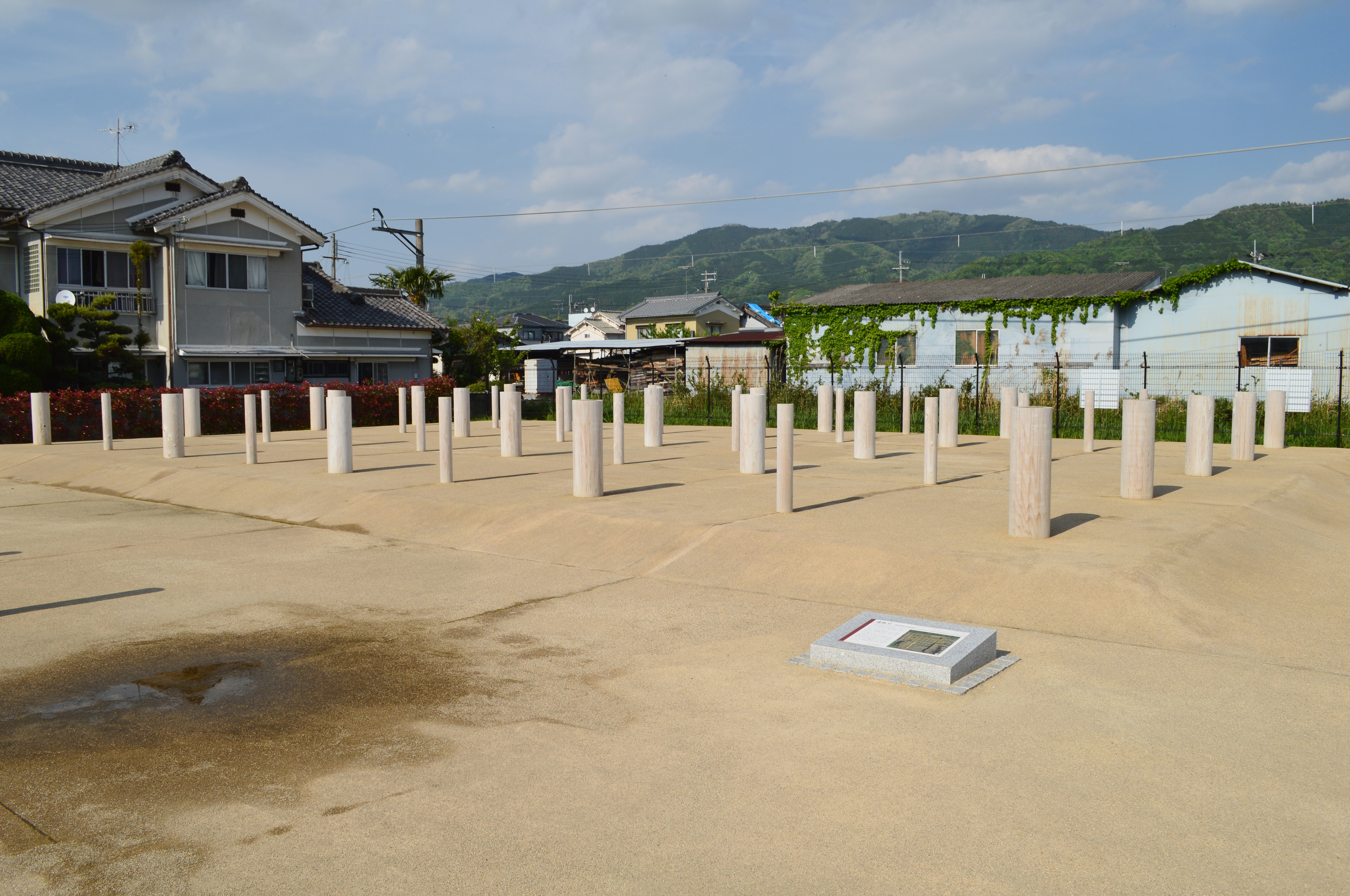
辻地区 建物D

### 主な出土遺物
- 弥生時代終末期から古墳時代前期にかけての土器が出土しており、出土した弥生土器・土師器により纒向編年がなされている。それによれば、弥生土器第V様式（纒向1類）、庄内式土器（纒向2類・纒向3類・纒向4類）、布留I式（纒向5類）の5期に時代区分がなされている。
- 絹製の巾着袋
- 瓦質土器（1996年（平成8年）に土器片の出土。胎土成分組成の分析により、2001年（平成13年）に国内で類例のないものであることが確認され、朝鮮半島の技術で作られたものと判明した）
- ミニチュアの舟
- 木製鏃
- 石見型楯形（いわみがたたてがた）木製品
- 多数の搬入土器（外来系土器）
- 巻野内字坂田では、斜面から日常土器に交じり、形象埴輪片、朝顔形埴輪2点、鶏型埴輪1点、冠型埴輪1点出土、古墳使用とする以前のもので祀りの時に使用され、やがて古墳に取り込まれたものと推定[20]

纏向石塚古墳周濠からは葬送用の木製品が次のように出土している。
- 白木の柱3本、皮をむいた3メートルの長い棒
- 朱色に塗った鶏形木製品
- 葬送儀礼用の直線と曲線を組み合わせて文様を施した「弧文円板」と呼ばれる木製品[注釈 1]
- ヒノキ樹皮を丸く30センチメートルに巻き縛った円座
- 古墳築造用の鋤

日本全国で作られたと見なされる土器が出土しているが、中でも大和国に隣接し、古代から交流が盛んで関係が深かった伊勢国で造られた物と、伊勢湾を挟んで東側に位置する尾張国で造られた物が多い。また、搬入品のほか、ヤマトで製作されたものの各地の特色を持つとされる土器が多く、祭祀関連遺構ではその比率が高くなる（多い地点では出土土器全体の3割を占める）。また、これら外来系の土器・遺物は九州から関東にかけて、および日本海側を含むものの、九州由来もしくは朝鮮由来の土器は非常に少なく、魏志倭人伝に記載されている鉄器も僅かしか出土していないことから、この遺跡では大陸との交易は乏しかったと類推されている。

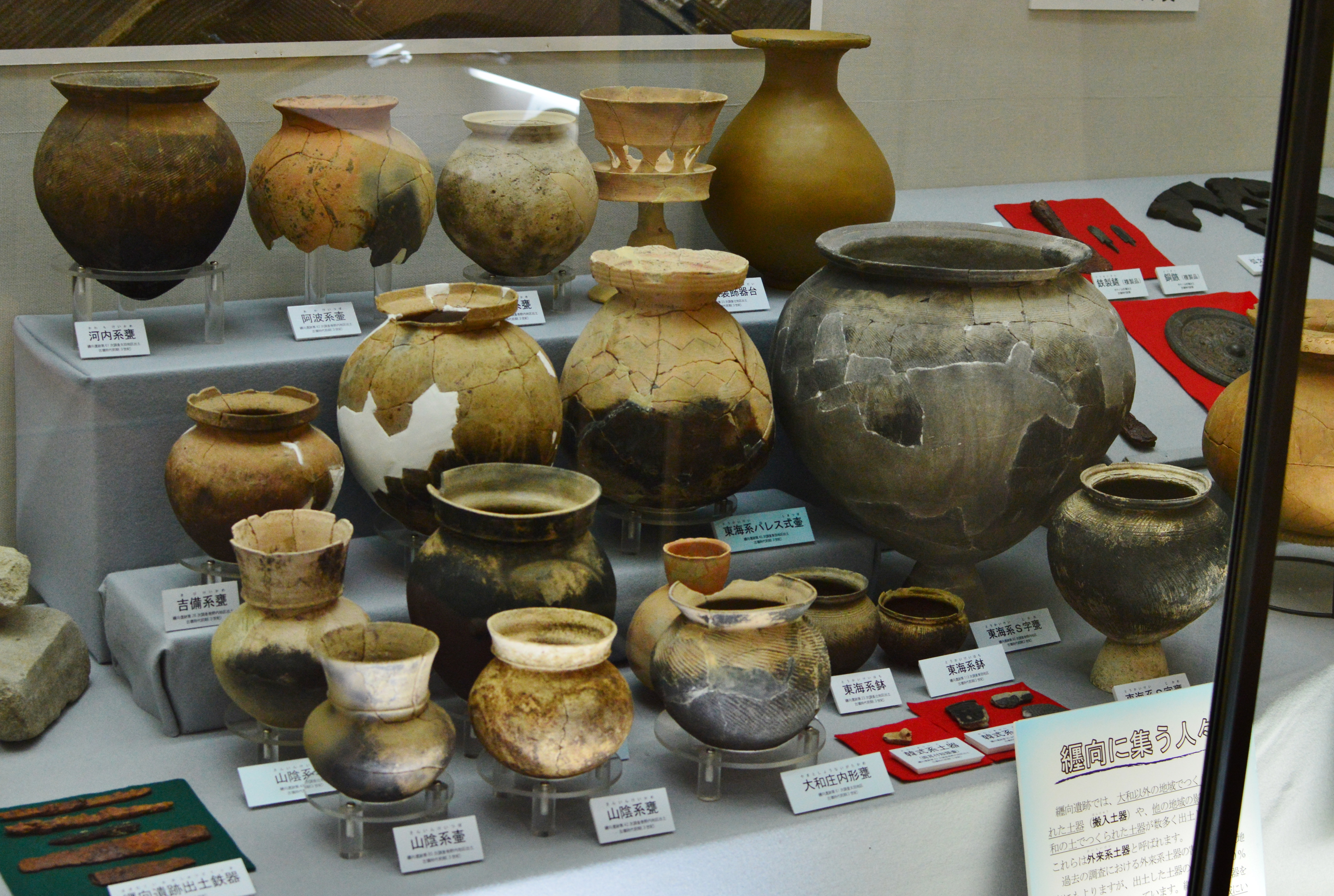
土器群 桜井市埋蔵文化財センター展示。

- 土器群
桜井市埋蔵文化財センター展示。

### 纒向遺跡の主な古墳
- 纒向石塚古墳
- 纒向矢塚古墳
- 纒向勝山古墳
- 東田大塚古墳
- ホケノ山古墳
- 箸墓古墳

### 発掘調査報告書
- 石野博信・関川尚功『纒向』桜井市教育委員会、1976年（昭和51年）9月。
- 関川尚功・松永博明『纒向遺跡発掘調査概報』橿原考古学研究所、1984年（昭和59年）。
- 関川尚功『纒向遺跡発掘調査概報』橿原考古学研究所、1985年（昭和60年）。
- 『纒向遺跡発掘調査報告書』桜井市立埋蔵文化財センター発掘調査報告書28、2007年。
- 『纒向遺跡』桜井市教育委員会社会教育課、1981年。
- 『桜井市平成27年度国庫補助による発掘調査報告書』桜井市立埋蔵文化財発掘調査報告書46、2017年。

## 遺跡の特徴
- 纏向遺跡はヤマト王権の初期の都市である[24]。
- 遺跡内に箸墓古墳があり、これは墳丘長280mにおよぶ巨大前方後円墳である。それに先駆けて築造された墳丘長90m前後の「纒向型前方後円墳」も3世紀においては日本列島最大の墳丘規模を持っている。纒向型前方後円墳は各地にも築造されており、纏向遺跡に王権があり、支配関係があり伝播したと考えられている[25]。
- 考古学者の中には最古の巨大前方後円墳が箸墓古墳である事から、箸墓は卑弥呼の墓であっても不自然はないとの見解もある（白石太一郎らの見解）[26]。一方、箸墓古墳の後円部の大きさは直径約160mであるが、魏志倭人伝における卑弥呼の墓の記述と合わないと云う指摘がある。魏志倭人伝には「卑彌呼死去 卑彌呼以死 大作冢 徑百余歩」とあり、この大きさは魏志倭人伝に使われている短里の場合、30m前後であり、箸墓古墳は大きすぎるとの意見がある。
- 2013年になって、3世紀に建造されたとされる建物の柱穴が100箇所以上にわたり検出された。建物を何度も建てたり取り壊したりしたと考えられる[27]。

### ヤマト王権の王都
寺沢薫は、「ヤマト王権の誕生-王都・纒向遺跡とその古墳」の中で、纒向遺跡の特徴と特異性を6点挙げている。
1. 3世紀初めに突然現れた集落で、規模も大きい。
2. 搬入土器が多く、その搬出地は全国にまたがっている。遺跡規模は大規模で市的機能を持っていた。
3. 生活用具が少なく土木具が目立ち、巨大な運河等の土木工事が行われている。
4. 導水施設と祭祀施設は王権祭祀。王権関連建物。吉備の王墓に起源する弧帯文、特殊器台・壺など。
5. 居住空間縁辺に定型化した箸墓古墳、および纒向型前方後円墳。

また、平安時代初期の「大市」墨書土器があり、この地が『倭名類聚抄』記載の「於保以智（おほいち）」郷に相当するとみられ、『日本書紀』記載の海柘榴市も纒向遺跡南に比定されていることから、纒向が後世に至るまで市的機能を有していたことが知られている。
寺沢はこのように述べた後、「このような考古学的・文献学的特徴をトータルに備えた巨大な集落は、三世紀の日本列島には他に存在しない。とすれば、三世紀の纒向遺跡こそが、『ヤマト王権』と呼ばれる列島最初の王権の都宮が置かれた都市であった可能性がきわめて高いといえる」と結論付けている。
石野博信は、大和川につながる護岸工事の施された大溝や祭祀場が検出されたこと、また、近畿以外の諸地域からもたらされた土器が異常に多いこと、そして、これらの土器の構成から纒向には少なく見積もっても5人に1人はヤマト以外のクニグニからやってきた人々であろうと推定されることを論拠として、決して自然発生的なムラではなく、人工的に造られた都市であるとしている。

### 前方後円墳発祥の地

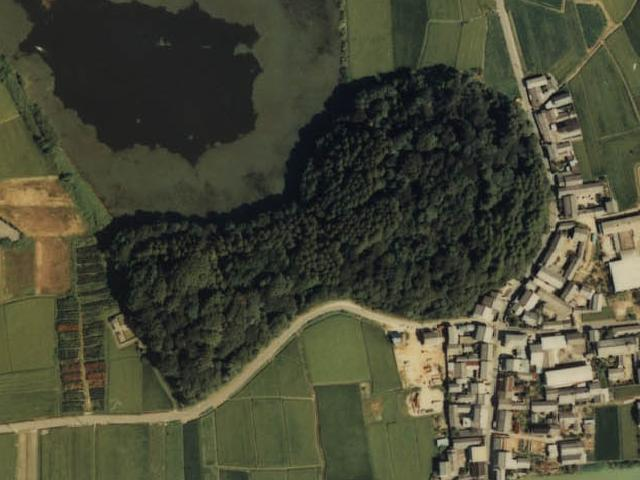
箸墓古墳

遺跡内に所在する箸墓古墳は、一般的に、定型化した前方後円墳の始まりとする説がある。寺沢薫は、纒向石塚古墳など箸墓古墳に先立つ纒向古墳群に属する墳丘墓を「纒向型前方後円墳」の概念を用いて捉え、これらを出現期古墳に位置づけている。

## 文化財

### 国の史跡
- 纒向遺跡 - 平成25年10月17日指定[9]。

### 桜井市指定文化財
- 有形文化財[28][29]
  - 纒向遺跡出土の弧帯石（考古資料） - 桜井市立埋蔵文化財センター保管。2000年（平成12年）6月12日指定。
  - 纒向遺跡出土の弧文板（考古資料） - 桜井市立埋蔵文化財センター保管。2000年（平成12年）6月12日指定。
  - 纒向遺跡出土木製仮面・木製鎌柄・木製盾（考古資料） - 桜井市立埋蔵文化財センター保管。2016年（平成28年）4月27日指定。

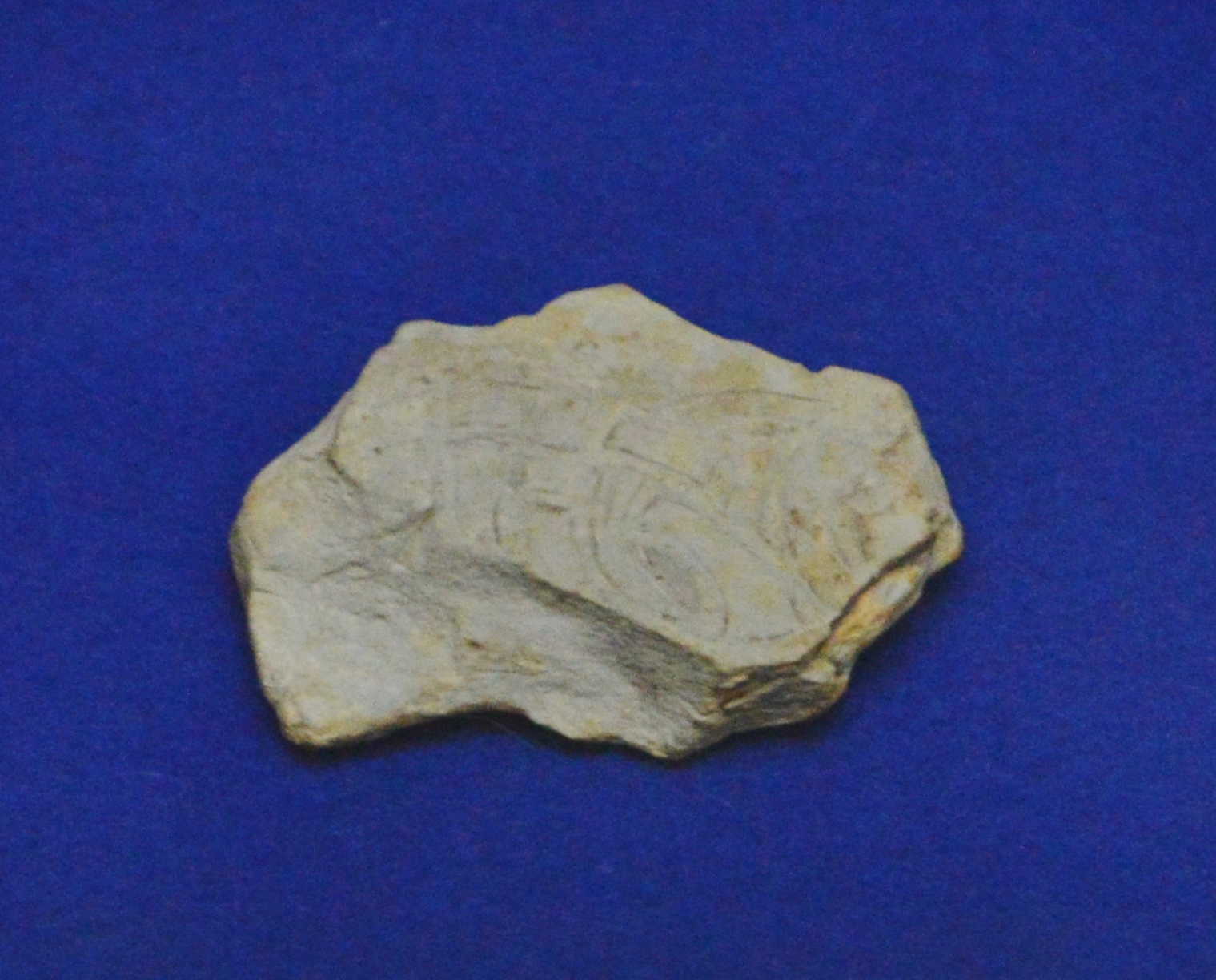
弧帯石
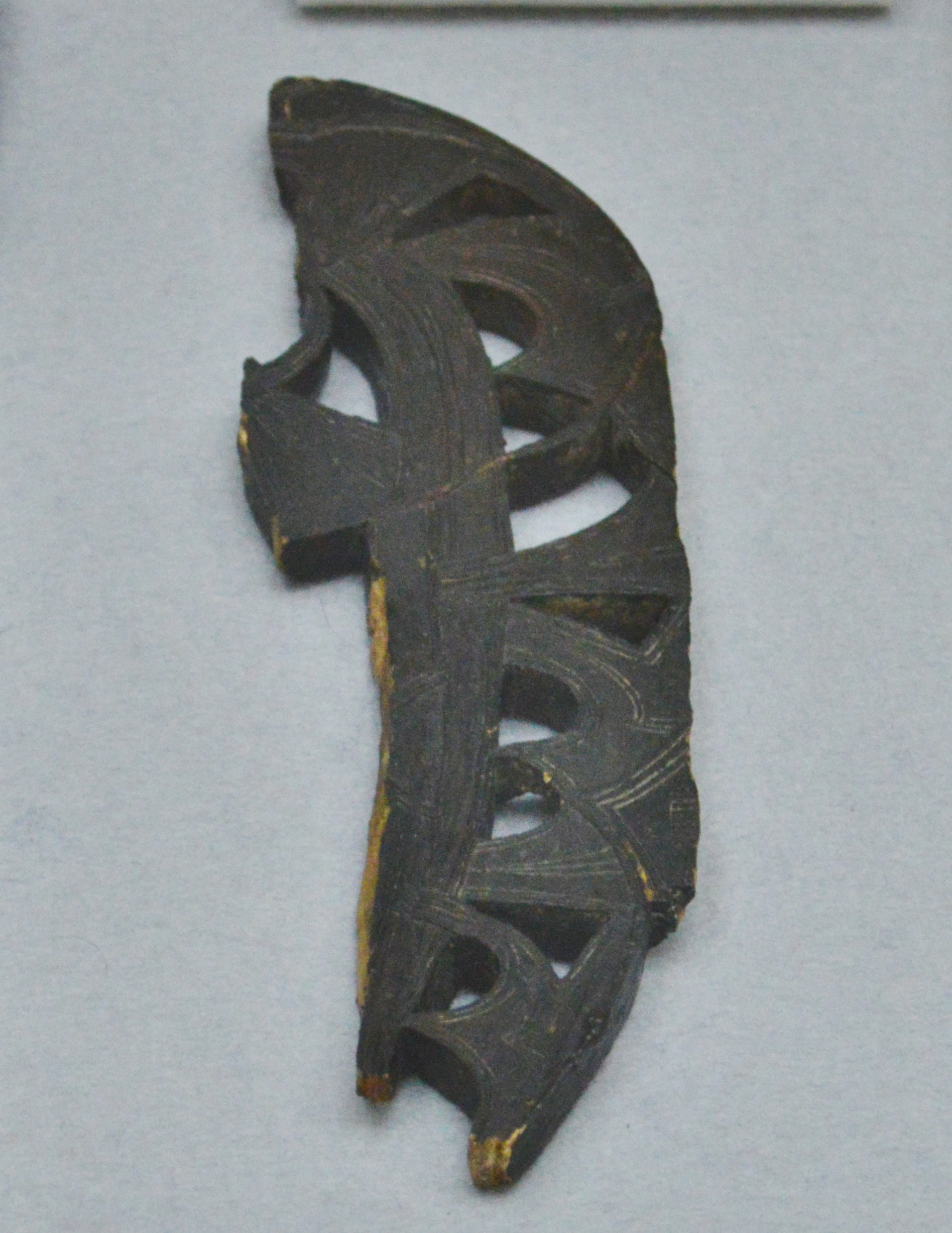
弧文板
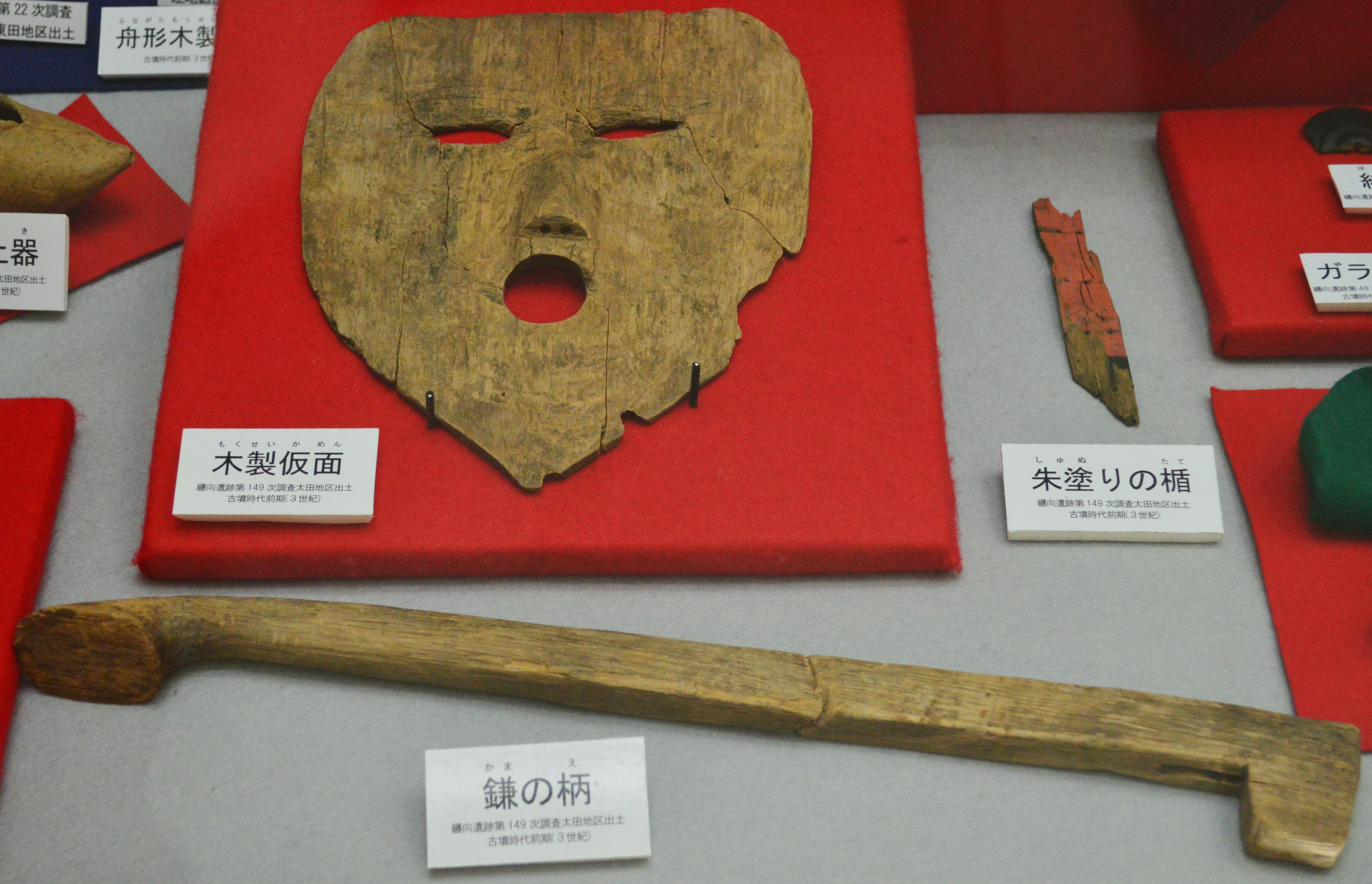
木製仮面・木製鎌柄・木製盾